# Tetrafenylboraat

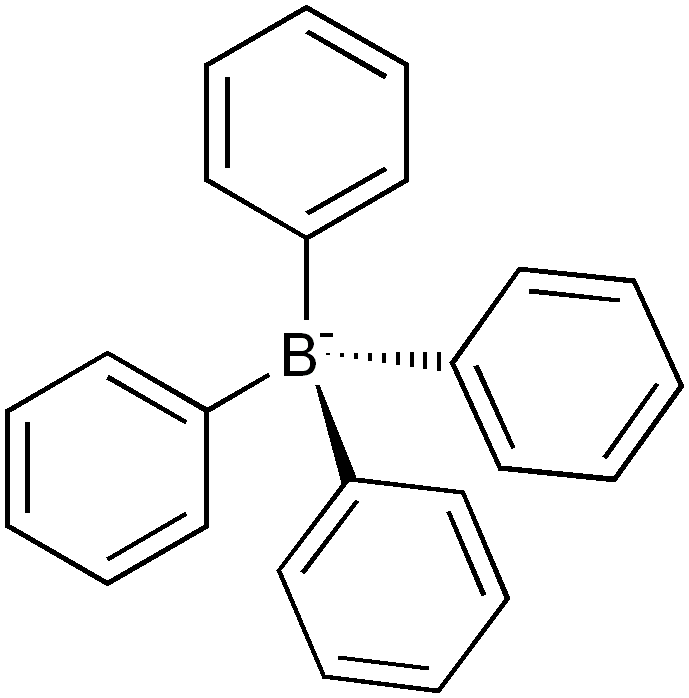
Structuurformule van tetrafenylboraat

Tetrafenylboraat is een anionische organometaalverbinding van boor, met als brutoformule C24H20B−. Het bestaat uit een centraal booratoom, waaraan in een tetraëderische omringing 4 fenylgroepen zijn gebonden.